# کلاس درونی
در برنامه‌نویسی شئ‌گرا یک کلاس درونی یا کلاس تودرتو یک کلاس است که به طور کلی داخل بدنهٔ کلاس یا اینترفیسی دیگر تعریف شده باشد. این مفهوم با با یک زیرکلاس متفاوت است.

## مفهوم کلی
نمونه‌ای از یک کلاس سطح بالا می‌تواند به طور مستقل وجود داشته باشد ولی نمونه‌ای از یک کلاس درونی را نمی‌توان بدون ایجاد محدودکردن آن به یک کلاس سطح بالا ایجاد نمود.